# جويس هوفمان
جويس هوفمان (بالإنجليزية: Joyce Hoffman)‏ هي مركمجة أمريكية، ولدت في 1947.

## وصلات خارجية
- جويس هوفمان على موقع EncyclopediaOfSurfing.com (الإنجليزية)